# Aegithina lafresnayei
La iora maggiore o iora di Lafresnaye (Aegithina lafresnayei (Hartlaub, 1844)) è un uccello passeriforme della famiglia Aegithinidae.

## Etimologia
Il nome scientifico della specie, lafresnayei, è un omaggio all'ornitologo francese Frédéric de Lafresnaye.

## Descrizione

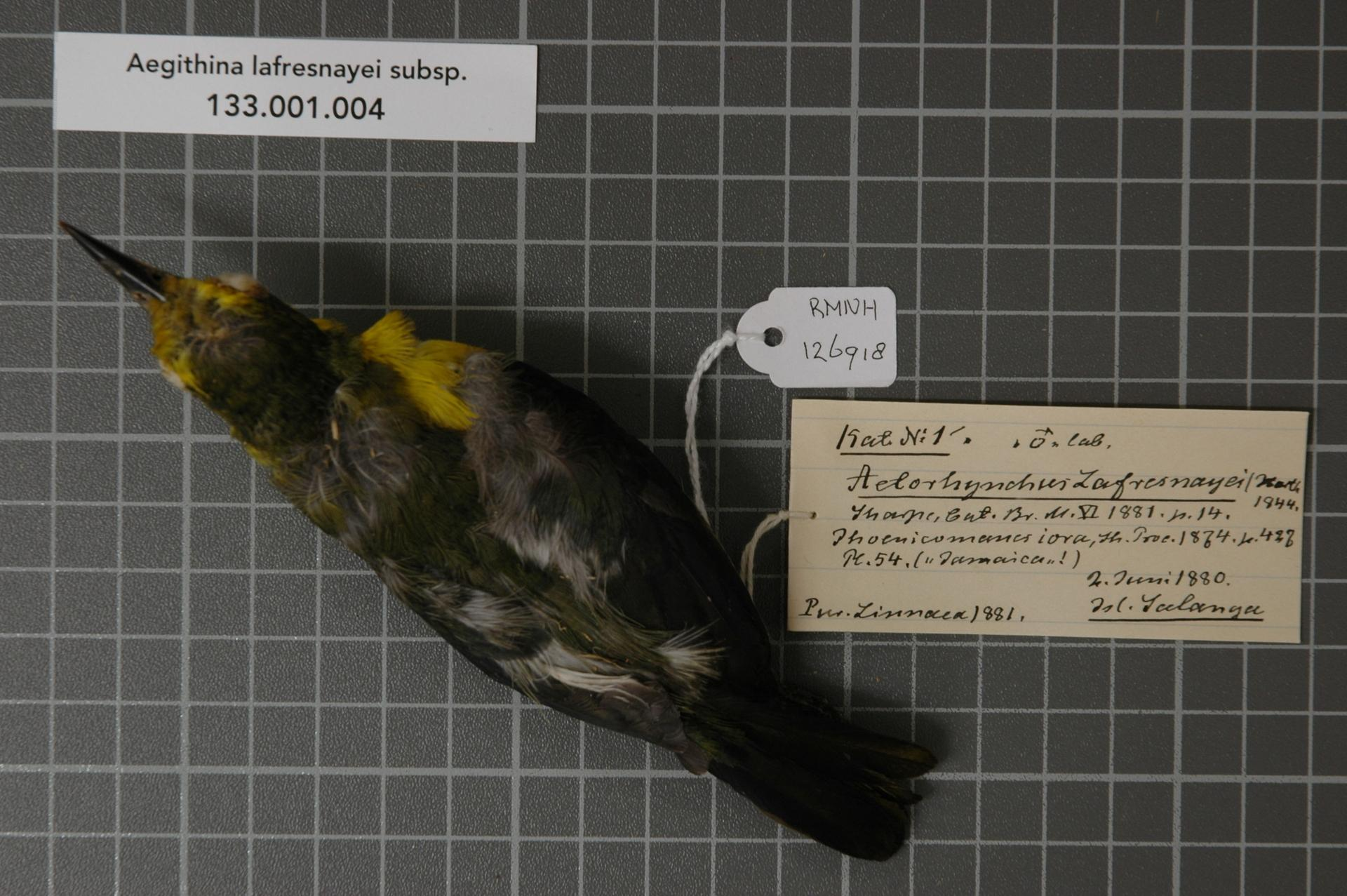
Veduta dorsale di maschio impagliato.

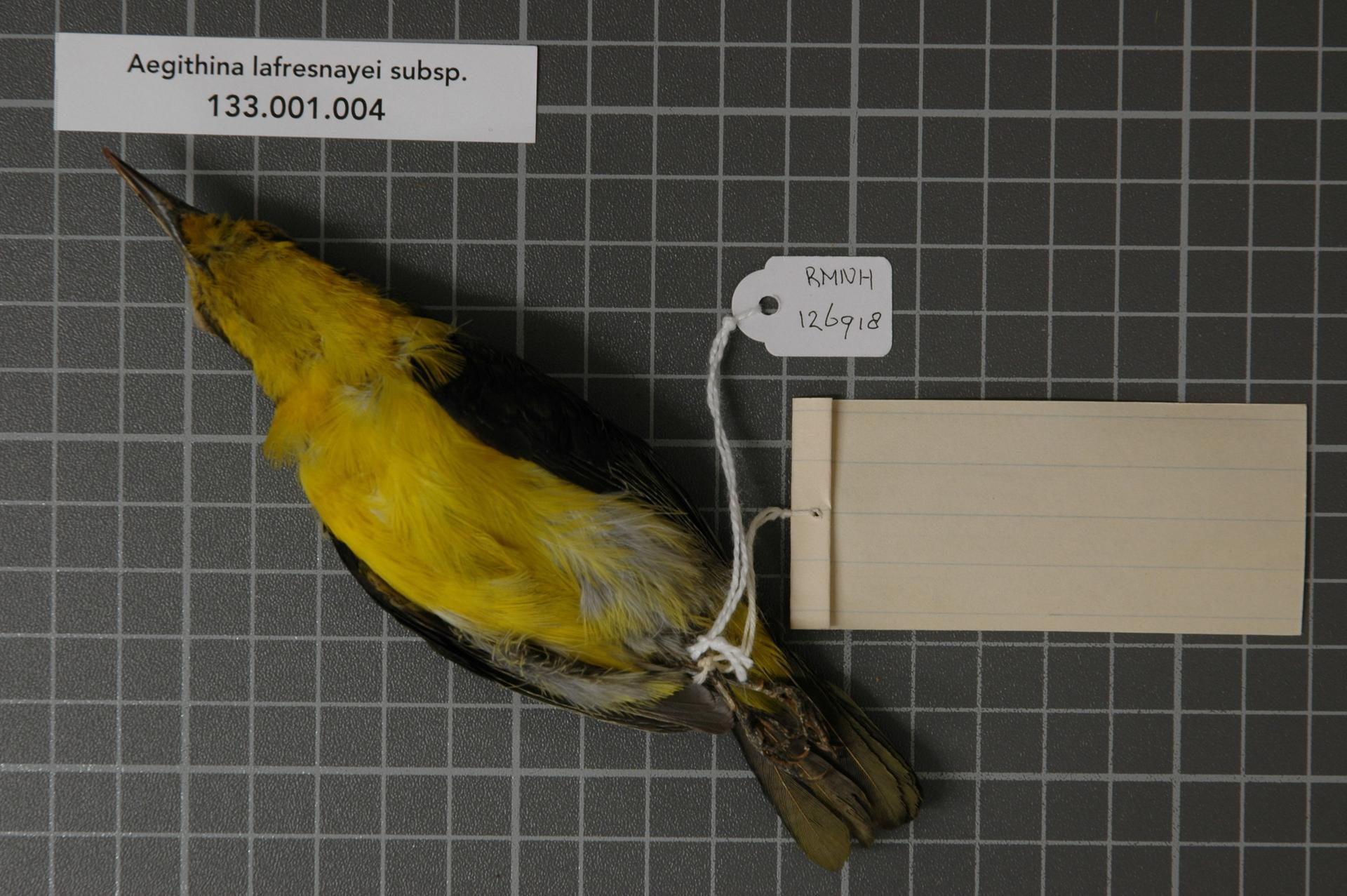
Veduta ventrale di maschio impagliato.

### Dimensioni
Misura 13,6-15,4 cm di lunghezza.

### Aspetto
Si tratta di uccelli dall'aspetto robusto e slanciato, muniti di piccola testa arrotondata con forte becco appuntito, ali arrotondate e coda dall'estremità squadrata.
Il piumaggio è di color verde oliva su vertice, guance, nuca e dorso, mentre fronte, faccia, gola, petto e ventre sono di colore giallo: ali e coda sono invece nere, mentre il sottocoda schiarisce nel bianco.

Durante il periodo degli amori i maschi mutano il piumaggio e cominciano a presentare un dimorfismo sessuale più evidente, col verde di testa e dorso che tende a scurire, divenendo nerastro.
In ambedue i sessi il becco e le zampe sono di colore nerastro, mentre gli occhi sono di colore bruno scuro.

## Biologia
Si tratta di uccelli dalle abitudini di vita essenzialmente diurne, che vivono da soli o in coppie (non di rado associandosi a stormi misti in compagnia di altre specie insettivore) e passano la maggior parte della giornata alla ricerca di cibo fra gli alberi.

### Alimentazione
Sebbene manchino informazioni sulle modalità di alimentazione e sulla composizione della dieta di questi uccelli, si ritiene che (similmente alle specie congeneri) essi siano prettamente insettivori.

### Riproduzione
Non si dispone di dati certi sulla riproduzione di questa specie (che tuttavia non deve differire significativamente per modalità e tempistica da quanto osservabile fra le altre specie di iora): le presunte osservazioni di nidi avvenute nei primi anni del XX secolo non sono confermate e presumibilmente erronee.

## Distribuzione e habitat
L'iora maggiore occupa un areale che comprende gran parte del Sud-est asiatico, dalla Birmania centrale e sud-occidentale allo Yunnan meridionale a sud fino a Singapore, attraverso l'Indocina, la Thailandia e la penisola malese.
L'habitat di questi uccelli è rappresentato dal limitare della foresta pluviale primaria tropicale e subtropicale di pianura.

## Tassonomia
Se ne riconoscono tre sottospecie:
- Aegithina lafresnayei lafresnayei (Hartlaub, 1844) - la sottospecie nominale, diffusa nel sud dell'areale occupato dalla specie, a sud dell'istmo di Kra;
- Aegithina lafresnayei innotata (Blyth, 1847) - diffusa nella maggior parte dell'areale occupato dalla specie;
- Aegithina lafresnayei xanthotis (Sharpe, 1882) - diffusa in Cambogia, Cocincina e nel sud dell'Annam;